# Striga passargei
Striga passargei är en snyltrotsväxtart som beskrevs av Adolf Engler. Striga passargei ingår i släktet Striga och familjen snyltrotsväxter. Inga underarter finns listade i Catalogue of Life.